# Madeleine Besson
 (janvier 2025).
Pour les articles homonymes, voir Besson.
Madeleine Besson est une actrice, chanteuse, et compositrice. Fille de Coline Serreau et de Benno Besson, elle est surtout connue pour avoir tourné dans le long métrage 18 ans après, suite de Trois hommes et un couffin dans le rôle principal de Marie. Elle sort son premier album solo en France en 2014 Blossom. En 2018 elle sort Journey Home, son deuxième album studio enregistré à Nashville au Tennessee.

## Biographie
Madeleine Besson est la fille de la réalisatrice française Coline Serreau et du metteur en scène suisse Benno Besson. Elle a grandi aux États-Unis, en France et en Suisse.
Elle a étudié en France au Centre des musiques Didier Lockwood et à la Bill Evans Piano Academy, mais également à Londres à la London Academy of Dramatic Arts, puis à New York à la New School for Jazz and Contemporary Music et avec The Actors Community.

### Carrière
Madeleine Besson fait ses débuts au cinéma à 11 ans dans le film La Belle Verte de Coline Serreau. Elle tourne dans le long métrage 18 ans après, suite de Trois hommes et un couffin, où elle tient le premier rôle de Marie.
Elle compose pour le théâtre et le cinéma des compositions originales ; elle joue également dans plusieurs productions au théâtre en France et en Allemagne ainsi que dans des courts métrages comme L'Abîme de Charlotte Erlih. Elle fait la première partie de Cyndi Lauper à l'Olympia de Paris en 2011. En 2014, elle sort son premier album solo Blossom, enregistré avec les producteurs Jim Barr (bassiste du groupe Portishead) et David Coulter (collaborations d'Arthur H. et Nick Cave). Au printemps 2015, elle part vivre cinq ans à Nashville aux États-Unis, où elle enregistre deux albums studio : Journey Home (2018) et In the River (2019). Elle se produit sur les scènes musicales de Nashville, Atlanta et Knoxville entre autres. Elle est aussi peintre et crée des méditations sur sa chaîne YouTube.

## Filmographie
- 1996 : La Belle Verte de Coline Serreau : Lima
- 2003 : 18 ans après de Coline Serreau : Marie
- 2005 : Saint-Jacques… La Mecque de Coline Serreau : compositeur/interprète
- 2007 : Dix films pour en parler
- 2010 : Solutions locales pour un désordre global : compositeur/interprète
- 2014 : Tout est permis de Coline Serreau (documentaire) : compositeur
- 2014 : Couleur locale de Coline Serreau et Samuel Tasinaje (téléfilm) : compositeur/interprète
- 2015 : L'Abîme de Charlotte Erlih : La mère

## Discographie
- 2014 : Blossom, album de rock et Soul - 10 titres
- 2018 : With You, single de pop & soul - 1 titre
- 2018 : Sound of The City, single de pop & soul - 1 titre
- 2018 : Precious Love, single de pop & soul - 1 titre
- 2018 : Journey Home, album de pop & soul - 11 titres
- 2019 : Rise, single de pop & soul - 1 titre
- 2019 : In the River, album de pop & soul - 4 titres